# Jitka Landová
Jitka Landová (* 20. července 1990 Jablonec nad Nisou) je bývalá česká reprezentantka v biatlonu, účastnice světového poháru, mistrovství světa a olympijských her. Na Zimních olympijských hrách 2014 v Soči získala s českým týmem v závodě štafet bronzovou medaili.

## Sportovní kariéra
Talentovaná biatlonistka poprvé startovala ve světovém poháru ke konci sezóny 2011/12.
V sezóně 2012/13 již patřila mezi stabilní účastnice světového poháru a především štafetových závodů. Při štafetovém závodě v Oberhofu měla nepříjemný pád s podezřením na otřes mozku. Na mistrovství světa v Novém Městě na Moravě přebírala s nepatrným náskokem na prvním místě od Gabriely Soukalové. Nechala se vyhecovat domácím prostředím a držela krok s vedoucími závodnicemi až do druhé střelby. Při střelbě ve stoje si však únava vybrala svojí daň v podobě 4 netrefených terčů a po jednom trestném kole předala štafetu na 9. místě. Na Zimní univerziádě 2013 získala bronzovou medaili ve vytrvalostním závodě a smíšené štafetě a zlatou medaili v závodě s hromadným startem.
Na mistrovství Evropy 2013 v bulharském Bansku získala stříbrnou medaili ve štafetě (složení Jitka Landová, Lea Johanidesová, Eva Puskarčíková a Veronika Zvařičová).
Zúčastnila se Zimních olympijských her 2014 v Soči. Se štafetou žen skončila na čtvrtém místě, o tři roky později však byl ruský tým, jenž skončil původně stříbrný, kvůli dopingovému skandálu v ruském sportu diskvalifikován. To v květnu 2022 definitivně potvrdil Mezinárodní olympijský výbor, který Češkám, jež se podle upravených výsledků umístily na třetím místě, přidělil bronzové medaile.

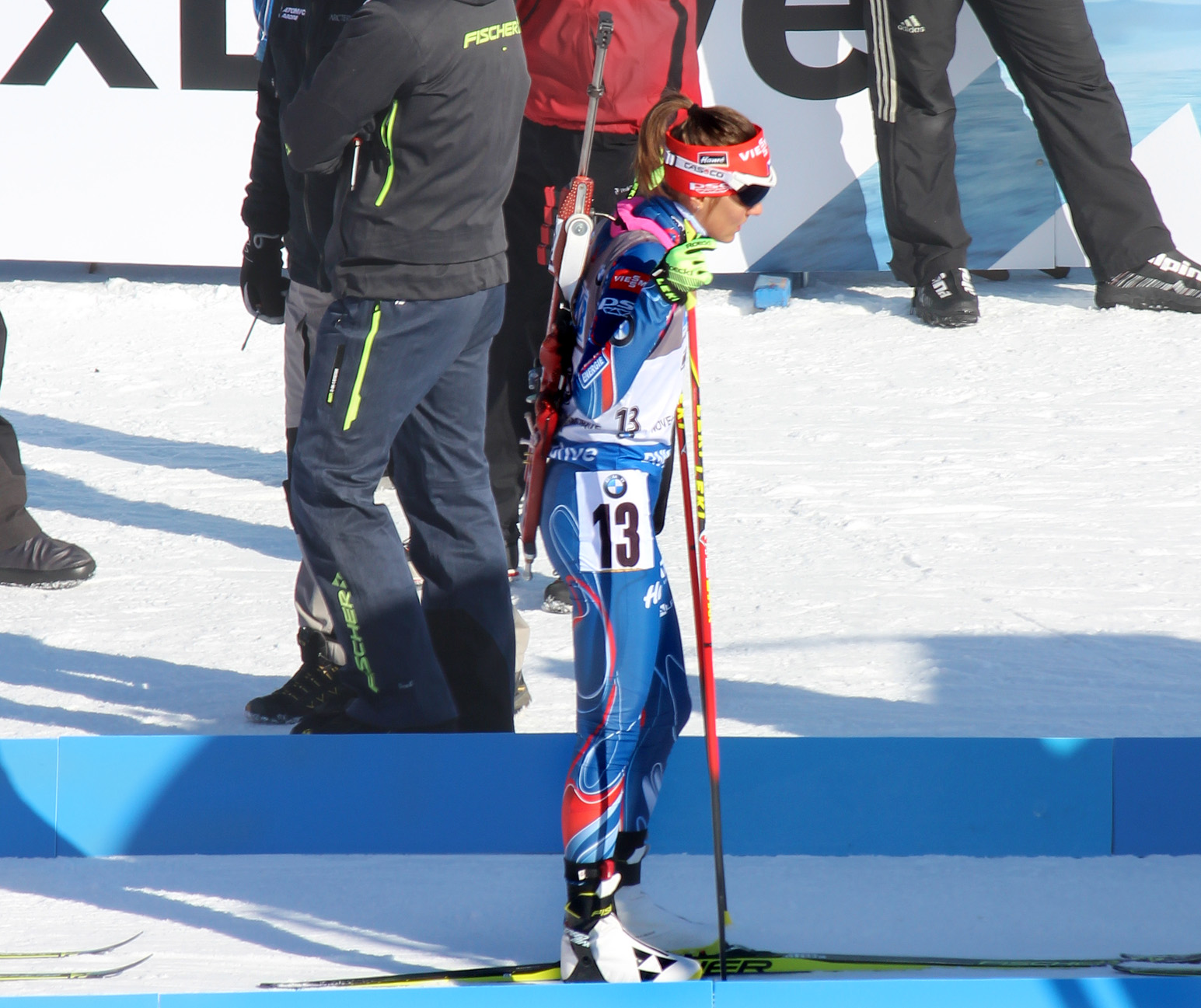
Jitka Landová během SP v Novém Městě na Moravě v roce 2015

V sezóně 2014/15 vybojovala spolu s dalšími českými biatlonistkami tři zlaté, jednu stříbrnou a jednu bronzovou medaili ve štafetových závodech žen. Těmito umístěními si v této disciplíně zajistily vítězství a staly se tak majitelkami malého křišťálového glóbu. Zároveň v této sezóně dosáhla svého nejlepšího individuálního výsledku ve světovém poháru, kdy ve sprintu v německém Ruhpoldingu dojela na 10. místě, čímž si poprvé a naposledy ve své kariéře zajistila start v hromadném závodě žen, který dokončila na 26. místě.

### Ukončení kariéry
Od poloviny sezóny 2015/16 se přestala objevovat v závodech světového poháru. Sezónu 2016/17 vynechala celou. Důvodem byl chronický únavový syndrom, se kterým se potýkala. V květnu 2017 oznámila, že kvůli nemoci končí kariéru biatlonové závodnice.
Od roku 2017 začala vyučovat na základní škole Arbesova v Jablonci nad Nisou tělesnou výchovu a od roku 2019 i anglický jazyk.

## Výsledky

### Olympijské hry a mistrovství světa
| Sezóna  | Akce | Místo                | SP  | SZ  | HZ | IZ  | ŠT  | SŠT | Věk    |
| ------- | ---- | -------------------- | --- | --- | -- | --- | --- | --- | ------ |
| 2011/12 | MS   | Ruhpolding           | 73. | –   | –  | 82. | 10. | –   | 21 let |
| 2012/13 | MS   | Nové Město na Moravě | 47. | 42. | –  | 61. | 10. | –   | 22 let |
| 2013/14 | ZOH  | Soči                 | 49. | 51. | –  | 59. | 3.  | –   | 23 let |
| 2014/15 | MS   | Kontiolahti          | 66. | –   | –  | 75. | 8.  | –   | 24 let |

Poznámka: body za umístění z mistrovství světa či olympijských her se počítají do Světového poháru s výjimkou ZOH v Soči.

### Světový pohár
Sezóna 2011/12
| ČSP              | Místo            | SP           | SZ | HZ | IZ | ŠT | SŠT | STŘ  |
| ---------------- | ---------------- | ------------ | -- | -- | -- | -- | --- | ---- |
| 7.               | Oslo             | 71.          | –  | –  | –  | –  | –   | –    |
| 8.               | Kontiolahti      | 74.          | –  | –  | –  | –  | –   | –    |
| celkové umístění | celkové umístění | nkl          | –  | –  | –  | –  | –   | 81 % |
| celkové umístění | celkové umístění | 0 bodů (nkl) |    |    |    | –  | –   | 81 % |

Sezóna 2012/13
| ČSP              | Místo            | SP           | SZ  | HZ | IZ  | ŠT  | SŠT | STŘ  |
| ---------------- | ---------------- | ------------ | --- | -- | --- | --- | --- | ---- |
| 2.               | Hochfilzen       | –            | –   | –  | –   | 10. | –   | –    |
| 3.               | Pokljuka         | 71.          | –   | –  | –   | –   | –   | –    |
| 4.               | Oberhof          | –            | –   | –  | –   | 11. | –   | –    |
| 5.               | Ruhpolding       | 66.          | –   | –  | –   | –   | –   | –    |
| 6.               | Anterselva       | 82.          | –   | –  | –   | lap | –   | –    |
| 8.               | Soči             | 37.          | –   | –  | 69. | 9.  | –   | –    |
| 9.               | Chanty-Mansijsk  | 48.          | 49. | –  | –   | –   | –   | –    |
| celkové umístění | celkové umístění | 86.          | –   | –  | –   | 9.  | –   | 78 % |
| celkové umístění | celkové umístění | 4 body (97.) |     |    |     | 9.  | –   | 78 % |

Sezóna 2013/14
| ČSP              | Místo            | SP            | SZ  | HZ | IZ | ŠT  | SŠT | STŘ  |
| ---------------- | ---------------- | ------------- | --- | -- | -- | --- | --- | ---- |
| 1.               | Östersund        | 84.           | –   | –  | –  | –   | –   | –    |
| 2.               | Hochfilzen       | 87.           | –   | –  | –  | –   | –   | –    |
| 4.               | Oberhof          | –             | –   | –  | –  | –   | –   | –    |
| 5.               | Ruhpolding       | –             | –   | –  | –  | 7.  | –   | –    |
| 6.               | Anterselva       | 27.           | 45. | –  | –  | 10. | –   | –    |
| 7.               | Pokljuka         | 54.           | 49. | –  | –  | –   | –   | –    |
| 8.               | Kontiolahti      | 39.           | 37. | –  | –  | –   | –   | –    |
| 8.               | Kontiolahti      | 39.           | 37. | –  | –  | –   | –   | –    |
| 9.               | Oslo             | 37.           | 47. | –  | –  | –   | –   | –    |
| celkové umístění | celkové umístění | 66.           | 76. | –  | –  | 10. | –   | 68 % |
| celkové umístění | celkové umístění | 26 bodů (77.) |     |    |    | 10. | –   | 68 % |

Sezóna 2014/15
| ČSP              | Místo                | SP             | SZ  | HZ  | IZ  | ŠT | SŠT | STŘ  |
| ---------------- | -------------------- | -------------- | --- | --- | --- | -- | --- | ---- |
| 1.               | Östersund            | 23.            | 18. | –   | 20. | –  | –   | –    |
| 2.               | Hochfilzen           | 75.            | –   | –   | –   | 3. | –   | –    |
| 3.               | Pokljuka             | 49.            | 39. | –   | –   | –  | –   | –    |
| 4.               | Oberhof              | 90.            | –   | –   | –   | 1. | –   | –    |
| 5.               | Ruhpolding           | 10.            | –   | 26. | –   | 1. | –   | –    |
| 6.               | Anterselva           | 54.            | –   | –   | –   | 2. | –   | –    |
| 7.               | Nové Město na Moravě | 44.            | 34. | –   | –   | –  | –   | –    |
| 8.               | Oslo                 | 54.            | –   | –   | 41. | 1. | –   | –    |
| 9.               | Chanty-Mansijsk      | 56.            | 28. | –   | –   | –  | –   | –    |
| Celkové umístění | Celkové umístění     | 52.            | 42. | 43. | 45. | 1. | –   | 75 % |
| Celkové umístění | Celkové umístění     | 129 bodů (48.) |     |     |     | 1. | –   | 75 % |

Sezóna 2015/16
| ČSP              | Místo            | SP            | SZ           | HZ           | IZ           | ŠT           | SŠT          | SZD          | STŘ  |
| ---------------- | ---------------- | ------------- | ------------ | ------------ | ------------ | ------------ | ------------ | ------------ | ---- |
| 1.               | Östersund        | 73.           | –            | –            | 32.          | –            | –            | –            |      |
| 2.               | Hochfilzen       | 47.           | 53.          | –            | –            | –            | –            | –            |      |
| 3.               | Pokljuka         | 28.           | 42.          | –            | –            | –            | –            | –            |      |
| 4.               | Ruhpolding       | 59.           | 55.          | –            | –            | –            | –            | –            |      |
| 5.               | Ruhpolding       | –             | –            | –            | 81.          | 6.           | –            | –            |      |
| 6.               | Anterselva       | nestartovala  | nestartovala | nestartovala | nestartovala | nestartovala | nestartovala | nestartovala |      |
| 7.               | Canmore          | nestartovala  | nestartovala | nestartovala | nestartovala | nestartovala | nestartovala | nestartovala |      |
| 8.               | Presque Isle     | nestartovala  | nestartovala | nestartovala | nestartovala | nestartovala | nestartovala | nestartovala |      |
| 9.               | Chanty-Mansijsk  | nestartovala  | nestartovala | nestartovala | nestartovala | nestartovala | nestartovala | nestartovala |      |
| Celkové umístění | Celkové umístění | 77.           | nkl.         | –            | 55.          | 4.           | –            | –            | 75 % |
| Celkové umístění | Celkové umístění | 22 bodů (77.) |              |              |              | 4.           | –            | –            | 75 % |

### Juniorská mistrovství
| Sezóna  | D   | Místo                | SP  | SZ  | IZ  | ŠT | Věk    |
| ------- | --- | -------------------- | --- | --- | --- | -- | ------ |
| 2009/10 | MSJ | Torsby               | 32. | 36. | 53. | 9. | 19 let |
| 2010/11 | MSJ | Nové Město na Moravě | 20. | 24. | 30. | 8. | 20 let |